# Sol de Sevilla
Sol de Sevilla es una zarzuela en tres actos con música de José Padilla y libreto de José Andrés de Prada. Se estrenó con enorme éxito el 19 de abril de 1924, en el Teatro de la Zarzuela de Madrid. Está ambientada en la Sevilla del siglo XIX, en concreto en el año de 1872.
La prensa recoge el éxito obtenido:
ABC: “El público distinguidísimo que tarde y noche llenó ayer el teatro de la Zarzuela exteriorizó su entusiasmo, dedicando ruidosas y prolongadas ovaciones.
Toda la música de “Sol de Sevilla”, inspirada, de factura elegante, de sabor español, se adapta al ambiente y al objeto de la obra; y de la obra destacan un coro, que se repitió, y un cuarteto, coreado, en el primer acto; el preludio del segundo, todas las páginas de este acto, eminentemente musical, entre los que sobresalen el número de los “nazarenos”, que se bisó, y la romanza de tenor que Santiago Morell tuvo que cantar tres veces, obligado por las unánimes aclamaciones del auditorio, y un coro de manolas en el tercero, y la romanza de Curro que el Sr. Lledó dijo con sumo gusto.
Un éxito. En la Zarzuela ha salido el sol con el “Sol de Sevilla”."
- Datos: Q6131337